# Kloster (naturreservat)
Kloster är ett naturreservat i Hedemora kommun i Dalarnas län.
Området är naturskyddat sedan 1992 och är 227 hektar stort. Reservatet ligger vid sydöstra stranden av Flinssjön och består av strandbetesområden.